# Appin Road
Die Appin Road ist eine Hauptverbindungsstraße im Osten des australischen Bundesstaates New South Wales. Sie verbindet die Narellan Road in Campbelltown mit dem Southern Freeway und dem Princes Highway am Bulli Pass.

## Verlauf
In Campbelltown, ca. 45 km südwestlich des Stadtzentrums von Sydney, bildet die Appin Road die Fortsetzung der 1998 gebauten Narellan Road (S69 / Met-9) nach Südosten dar. Ab der Kreuzung am Krankenhaus von Campbelltown zieht die Straße durch den Vorort Bradbury nach Süden zum Ort Appin, der ihr den Namen gab.
Zwischen der Dharawal State Reserve im Norden und dem Cataract-Talsperre im Süden führt die Appin Road dann nach Südosten und erreicht das Südende des Bulli Pass, ca. 15 km nördlich von Wollongong. Dort endet sie an den parallel verlaufenden Straßen Southern Freeway (R1) und Princes Highway (S60) unweit der Küste.

## Ausbauzustand
In Campbelltown und von dort südlich bis Appin ist die Straße vier- bis sechsspurig ausgebaut. Auf dem zweispurigen Stück bis zum Bulli Pass gibt es aber viele Überholmöglichkeiten.